# ARA Almirante Irízar (Q-5)
ARA Almirante Irízar (Q-5) je velik argentinski ledolomilec, ki ga je Argentinska vojna mornarica uporabljala za aktivnosti na svojem antarktičnem ozemlju.
Zgrajen je bil na Finskem, v Helsinkih februarja 1978, ime pa je dobil po viceadmiralu Juliánu Irízarju. Med falklandsko vojno je služil kot bolniška ladja. V incidentu leta 2007 se je vnel požar v električnem generatorju in ladjo delno uničil, vse od takrat ledolomilec ni v uporabi.
Projekt popravila in prenove je kontroverzen v Argentini, saj po sedmih letih in porabljenih (preračunano) 650 milijonih dolarjev leta 2014 še vedno ni bil končan. V to ceno ni vštet strošek najema ruskih ledolomilcev za nujno oskrbovanje oporišč na Antarktiki v vmesnem času.